# Монастырь Феодосия Великого
Монасты́рь Феодо́сия Вели́кого (Deir Dosi, Mar Dosi, или Ла́вра Феодо́сия Вели́кого) — первый в Палестине общежительный монастырь. Расположен в 7 км к востоку от центра Вифлеема, в Иудейской пустыне, на территории Западного берега реки Иордан, в Палестинской национальной администрации. Ныне — православный греческий женский монастырь в подчинении Иерусалимской патриархии.
Основан в 476 году Феодосием Великим около пещеры, где, согласно преданию, приходившие на поклонение Христу волхвы останавливались на отдых на обратном пути (Мф. 2:12). Посвящён Пресвятой Богородице. В период расцвета обители (VI — начало VII веков) количество насельников превышало 700 человек. Монастырь Феодосия существовал до начала XVI века, когда был разорён турками, после чего долгое время был в запустении. В 1898 году Иерусалимская патриархия выкупила этот участок земли и занялась реконструкцией, которая шла с 1914 по 1952 годы. Сама пещера сохранилась и содержит гробницы Иоанна Мосха и других святых, в том числе самого святого Феодосия (но мощи его сейчас в Иерусалиме в Храме Гроба Господня). В начале XII века игумен Даниил впервые описал монастырь на русском языке:

А от Иерусалима до Феодосиева монастыря верст шесть. Тот монастырь на горе обнесен оградой и виден от Иерусалима. И там есть пещера большая посреди монастыря, в которой волхвы ночевали, когда избегали Ирода. И там ныне лежит святой Феодосий, и многие святые отцы там лежат; мать святого Саввы в той пещере лежит, и Феодосия мать тут лежит.
— Житие и хождение игумена Даниила из Русской земли.